# Lauren Dance
Lauren Dance es una deportista sudafricana que compitió en triatlón. Ganó una medalla de plata en el Campeonato Africano de Triatlón de 2014.

## Palmarés internacional
| Campeonato Africano | Campeonato Africano  | Campeonato Africano | Campeonato Africano |
| Año                 | Lugar                | Medalla             | Prueba              |
| ------------------- | -------------------- | ------------------- | ------------------- |
| 2014                | Troutbeck (Zimbabue) | Medalla de plata    | Individual          |